# Pencran
Pencran (bretonisch Penn-ar-C’hrann) ist eine französische Gemeinde im Département Finistère im Westen der Bretagne mit 2229 Einwohnern (Stand: 1. Januar 2022). Sie gehört zum Arrondissement Brest und ist Mitglied im Gemeindeverband Communauté d’agglomération du pays de Landerneau-Daoulas. Die Bewohner werden Pencranais und Pencranaises genannt.

## Geografie

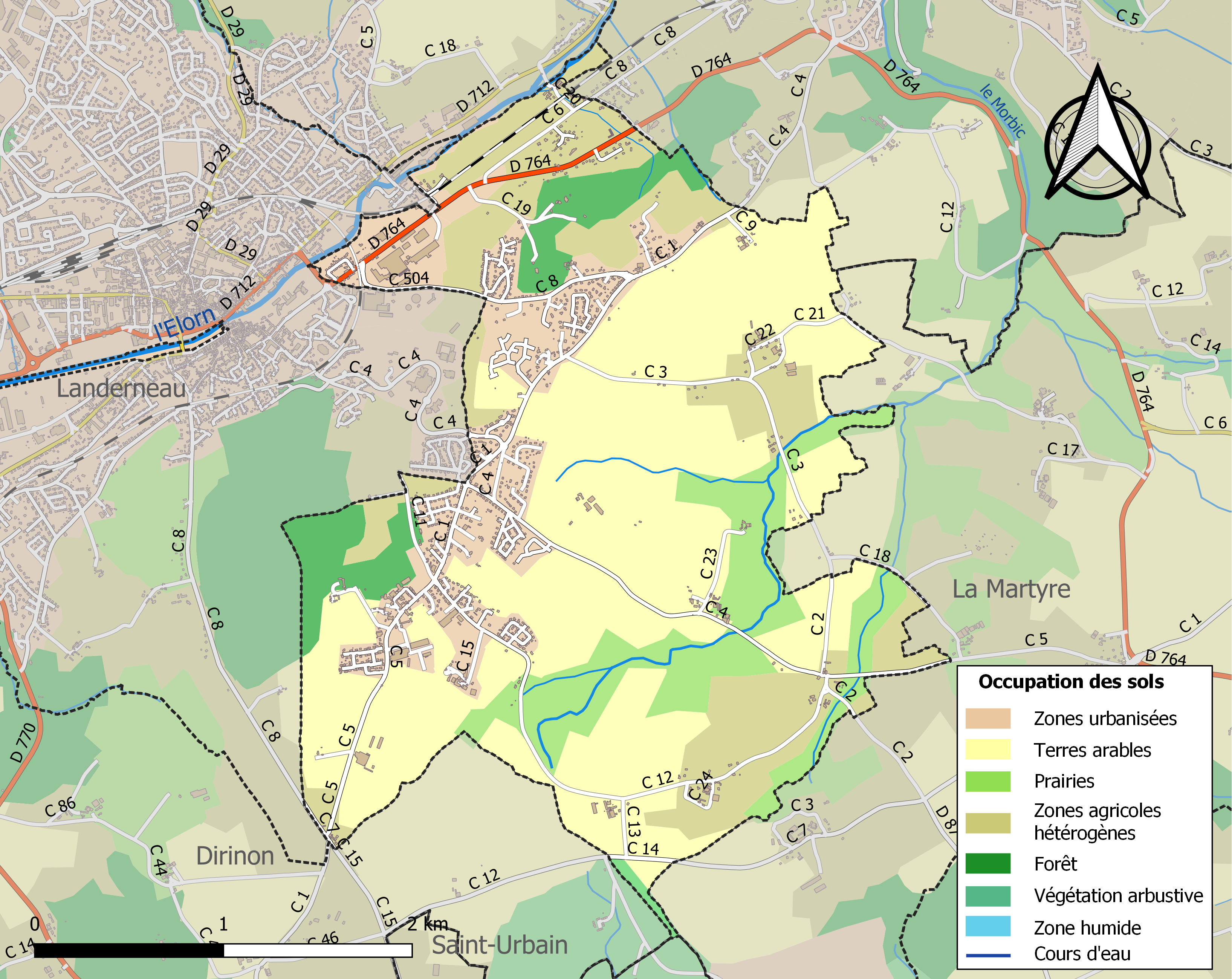
Bodennutzung, Hydrografie und Infrastruktur der Gemeinde (2018)

Pencran befindet sich in der historischen Provinz Pays de Léon am linken Ufer des Küstenflusses Élorn, etwa 19 Kilometer ostnordöstlich von Brest. Das Flüsschen Le Morbic, ein Nebenfluss des Élorn, entspringt im Süden des Gemeindegebiets und durchquert es von Südwest nach Nordost.
Das Gebiet von Pencran ist Teil des Natura 2000-Schutzgebiets „Rivière Elorn“ (FR5300024). Über drei Viertel der Fläche der Gemeinde, hauptsächlich Kulturboden, werden landwirtschaftlich genutzt, etwa 14 % sind urbanisierte Zonen, nur etwa 5 % sind bewaldet.
Umgeben wird Pencran von den fünf Nachbargemeinden:
| Plouédern  |                                             | La Roche-Maurice |
| Landerneau | Kompassrose, die auf Nachbargemeinden zeigt | La Martyre       |
|            | Dirinon                                     |                  |

## Etymologie und Geschichte
Die am häufigsten akzeptierte Etymologie des Namens „Pencran“ wäre das bretonische „Penn-ar-C'hrann“, die Bezeichnung, die heute auf Verkehrsschildern zu finden ist. Auf Bretonisch bedeutet „Penn“ „Kopf“ oder „Hintern“ und „krann“ bedeutet Holz oder Lichtung. „Chef (Kopf) des Waldes“ wäre daher die wörtliche Übersetzung von Pencran.
Auf dem Gemeindegebiet wurden zwei prähistorische Überreste gefunden: eine Stele aus der Eisenzeit und der Erdhügel von
Kerhamon. Die Stele, die in Poul-Ran entdeckt wurde, wo sie als Sockel für ein Wirtschaftsgebäude diente, ist jetzt vor dem Bürgermeisteramt aufgestellt. Der Kerhamon-Hügel wurde seit Anfang der 1970er Jahre eingeebnet und befand sich am linken Ufer an einem steilen Hang des Élorn. Dies ist wahrscheinlich eine seit der Eisenzeit bewohnte Siedlung und wurde dann im Mittelalter als Burghügel wiederverwendet. Auch aus der Römerzeit gibt es nur wenige Überreste in Form von römischen Kacheln, die auf das Vorhandensein von „Villen“ auf zwei heutigen Grundstücken hinweisen. Die Römerstraße Landerneau-Quimper verlief entlang der Gemeinde rund um Croix-Neuve.
Die erste bekannte schriftliche Erwähnung von Pencran stammt aus dem Jahr 1363, die eine „capella Beatae Mariae de Pentran“, also eine Kapelle in Pencran, erwähnt, die Maria geweiht ist (sie wird Notre-Dame).

## Bevölkerungsentwicklung
| Jahr                       | 1962 | 1968 | 1975 | 1982 | 1990 | 1999 | 2006 | 2013 | 2020 |
| Einwohner                  | 470  | 538  | 757  | 1060 | 1182 | 1253 | 1425 | 1862 | 2089 |
| Quellen: Cassini und INSEE |      |      |      |      |      |      |      |      |      |

## Sehenswürdigkeiten
- Das Herrenhaus Kermadec befindet sich an einem Ort, der seit der gallorömischen Zeit bewohnt ist. Im Mittelalter gehörte es Gérard Saladin, dessen Sohn Olivier Rektor der Universität Paris und im 14. Jahrhundert dann Bischof von Nantes wurde. Das Herrenhaus ging dann an die Familie Huon de Kermadec über. Das heutige Gebäude aus dem frühen 16. Jahrhundert stammt von Pierre Huon de Kermadec und ist nach dem traditionellen Grundriss der Herrenhäuser dieser Zeit im Pays de Léon gestaltet. Es besteht aus einem Hauptgebäude im rechten Winkel mit Blick auf einen ehemals geschlossenen Innenhof. Das Herrenhaus ist seit 1992 als Monument historique eingeschrieben.[4]
- Die heutige Kirche Notre-Dame wird durch eine Inschrift auf das Jahr 1553 datiert, es handelt sich jedoch zweifellos um einen Neubau, da eine weitere Inschrift am Fuß eines der Kreuze des Calvaires die Existenz einer Kapelle im Jahr 1521 bezeugt. Auf der Südseite befindet sich die Eingangshalle, traditionell in der Bretagne, ist mit Statuen der zwölf Apostel geschmückt. Der Glockenturm wurde 1696 neu gebaut und besitzt noch eine Glocke aus dem Jahr 1365. Im Jahr 1718 wurde er vom Blitz getroffen und musste erneut aufgebaut werden, wobei die obere Galerie mit ihren Pilastern sicherlich aus dieser Zeit stammt. Im Jahr 1833 schlug erneut ein Blitz in den Glockenturm ein und riss den Helm weg, der sofort wieder aufgebaut wurde. Der Helm ist Opfer von Naturgewalten auch in neuerer Zeit. Der Orkan Emir im November 2023 sorgte dafür, dass die Spitze abbrach, auf das Dach der Kirche aufschlug und auf den Weg zum Friedhof liegen blieb.[5] Die Kirche birgt zahlreiche Ausstattungsgegenstände, die in der Base Palissy gelistet sind, darunter eine große Anzahl, die als Monument historique der beweglichen Objekte klassifiziert sind. Das Beinhaus nordwestlich der Kirche trägt die Jahreszahl 1594. Der Calvaire hat drei Kreuze, von denen zwei für die Diebe bestimmt sind. Dieses Ensemble ist charakteristisch für die bretonische Sakralkunst des 16. Jahrhunderts. Kirche, zwei Calvaires und Beinhaus sind seit 1990 als Monument historique klassifiziert.[6]
- Das Schloss Chef-du-Bois ist ein Komplex, dessen Entwicklung relativ wenig bekannt ist und der erhebliche Veränderungen erfahren hat. Von dem ursprünglichen Herrenhaus, das im 15. Jahrhundert von Jean Guérault erbaut wurde, scheint nichts übrig geblieben zu sein. Vermutlich im 17. Jahrhundert wurde ein Schloss nach einem U-förmigen Plan neu gebaut. Der Marquis de Kerlozrec, Besitzer des Herrenhauses Ende des 17. Jahrhunderts, sprach mit dem Brester Architekten Le Petit, einem Schüler Mansarts und Le Nôtre, um das Schloss zu vergrößern. Die zu ehrgeizigen und zu teuren Projekte des Architekten erhielten nur die Anfänge der Ausführung: Abriss des Ostflügels, Umwandlung des Daches des Hauses in ein Mansarddach und möglicherweise Beginn der Ausführung des Gartens, von dem noch ein Teich übrig ist. Die geplante Kapelle wurde 1777 hinzugefügt. Das Ensemble ist seit 1992 in Teilen als Monument historique eingeschrieben.[7]

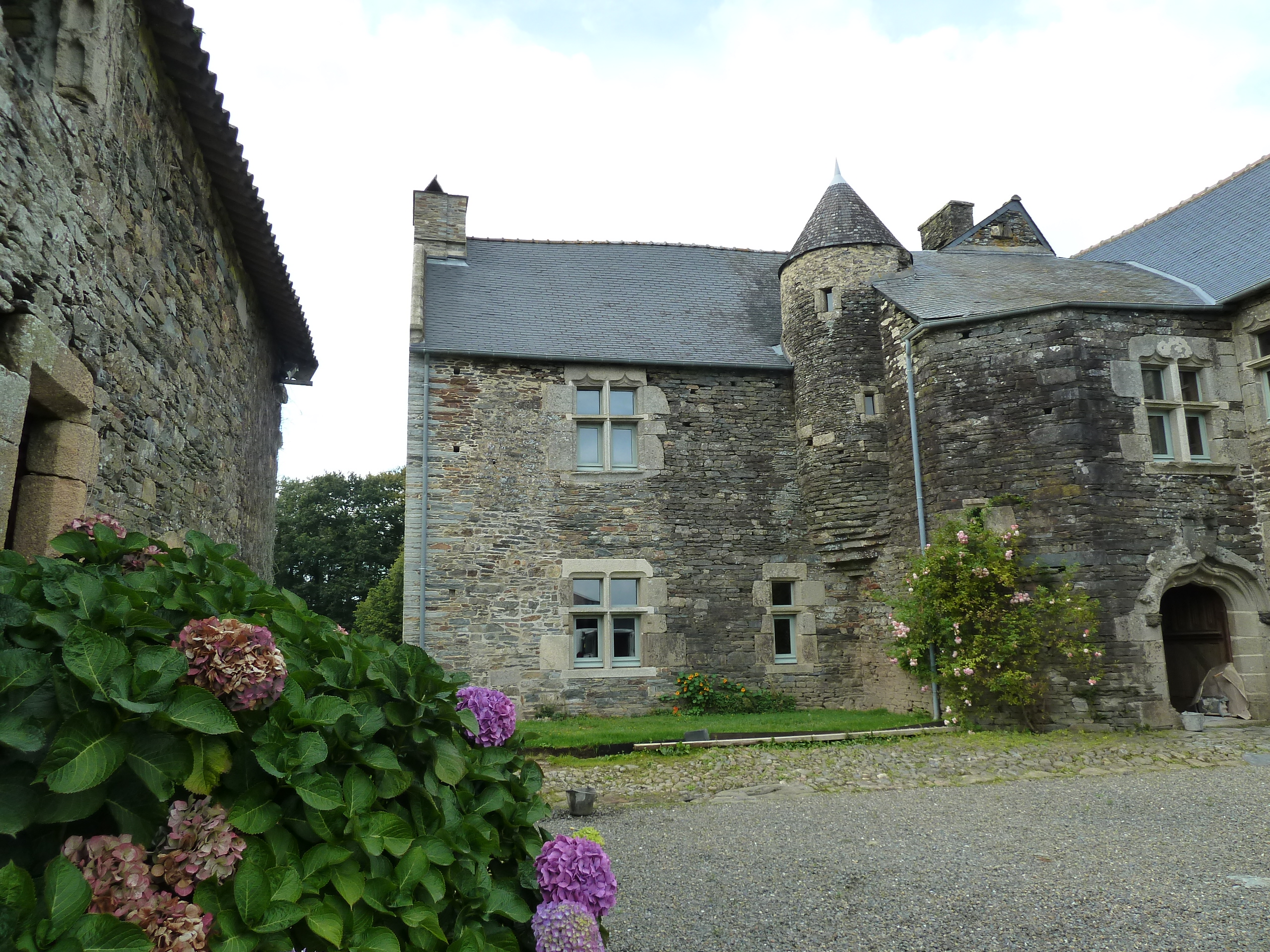
Herrenhaus Kermadec
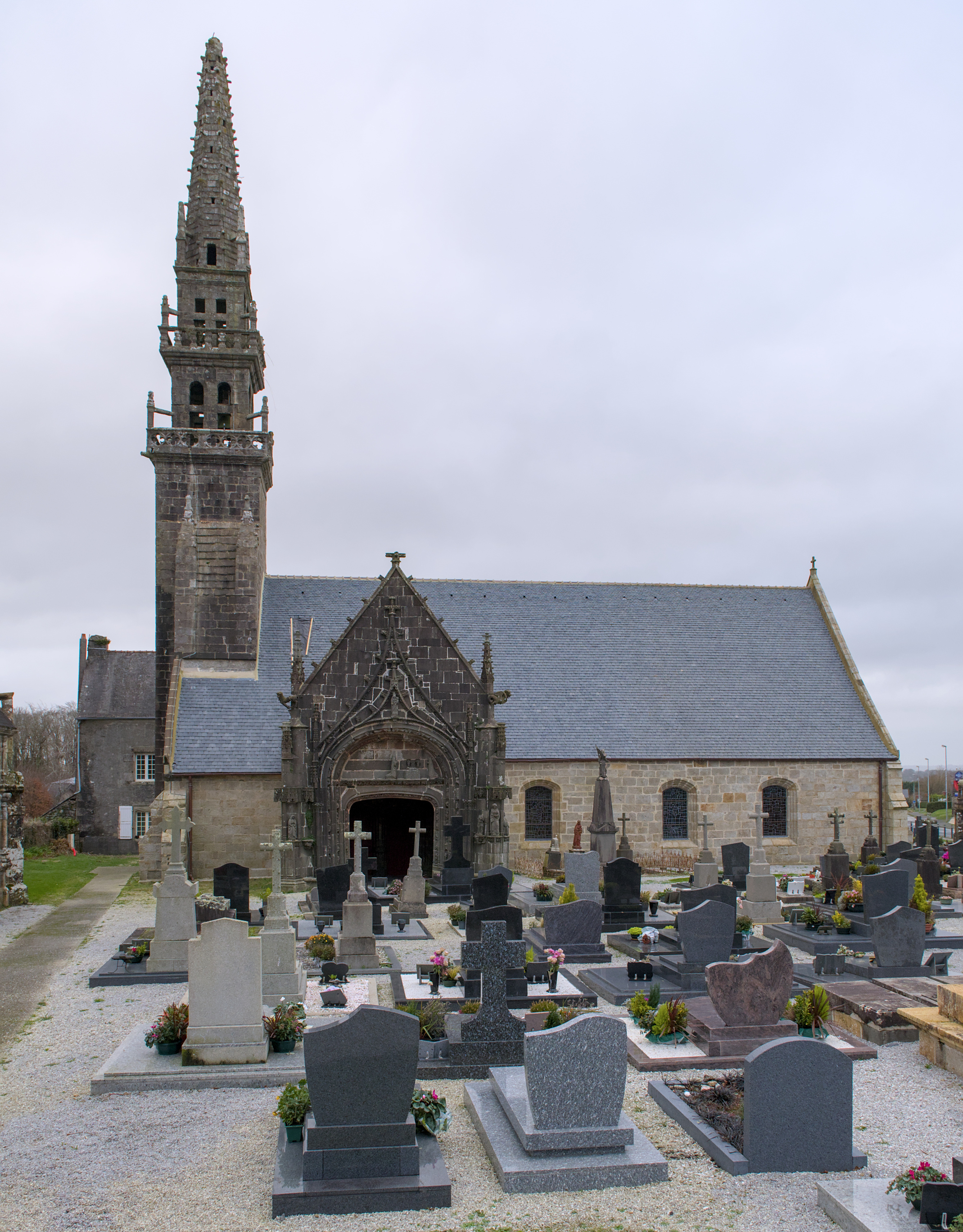
Südfassade der Kirche Notre-Dame, nach Sturmschaden am Kirchturm
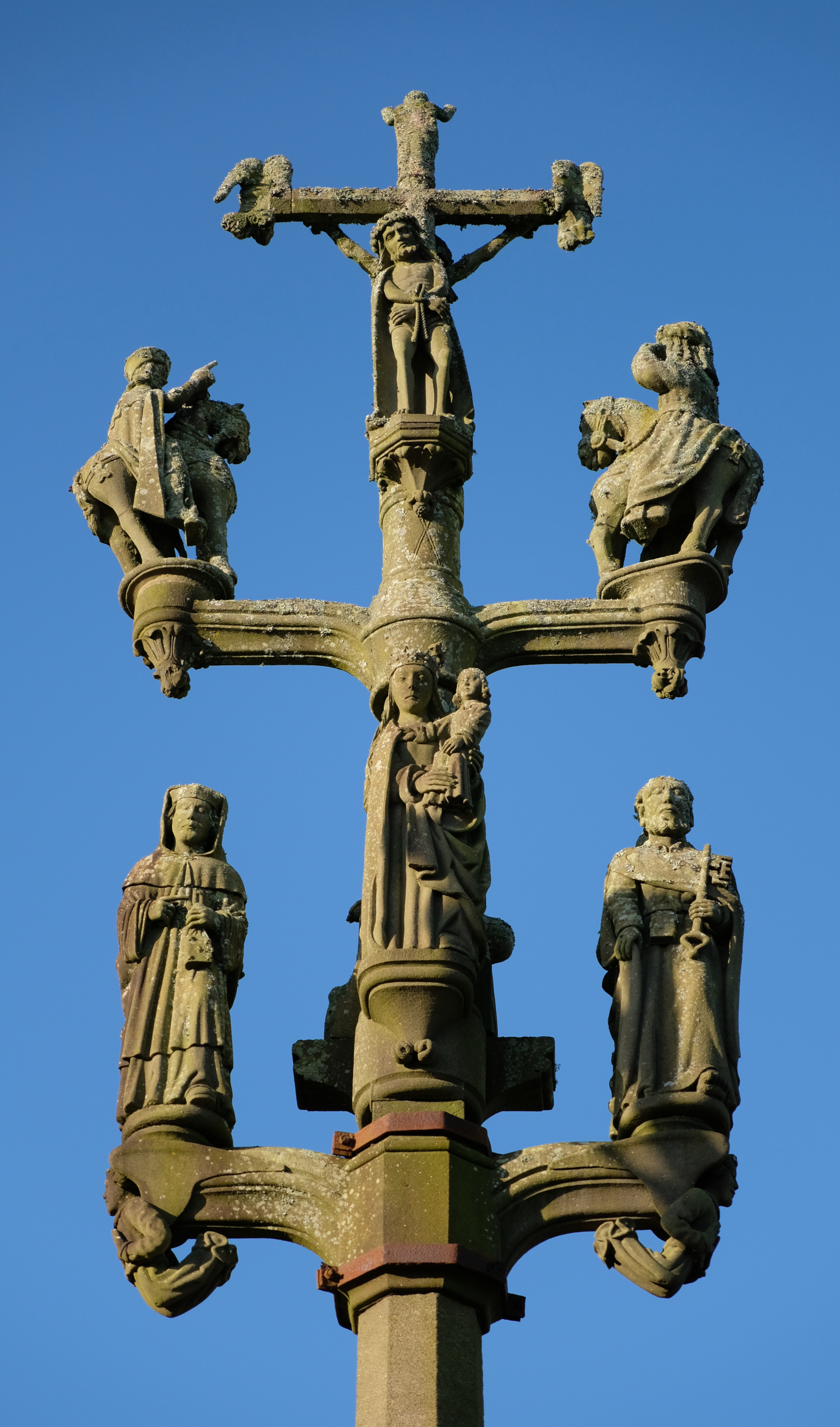
Nördlicher Calvaire
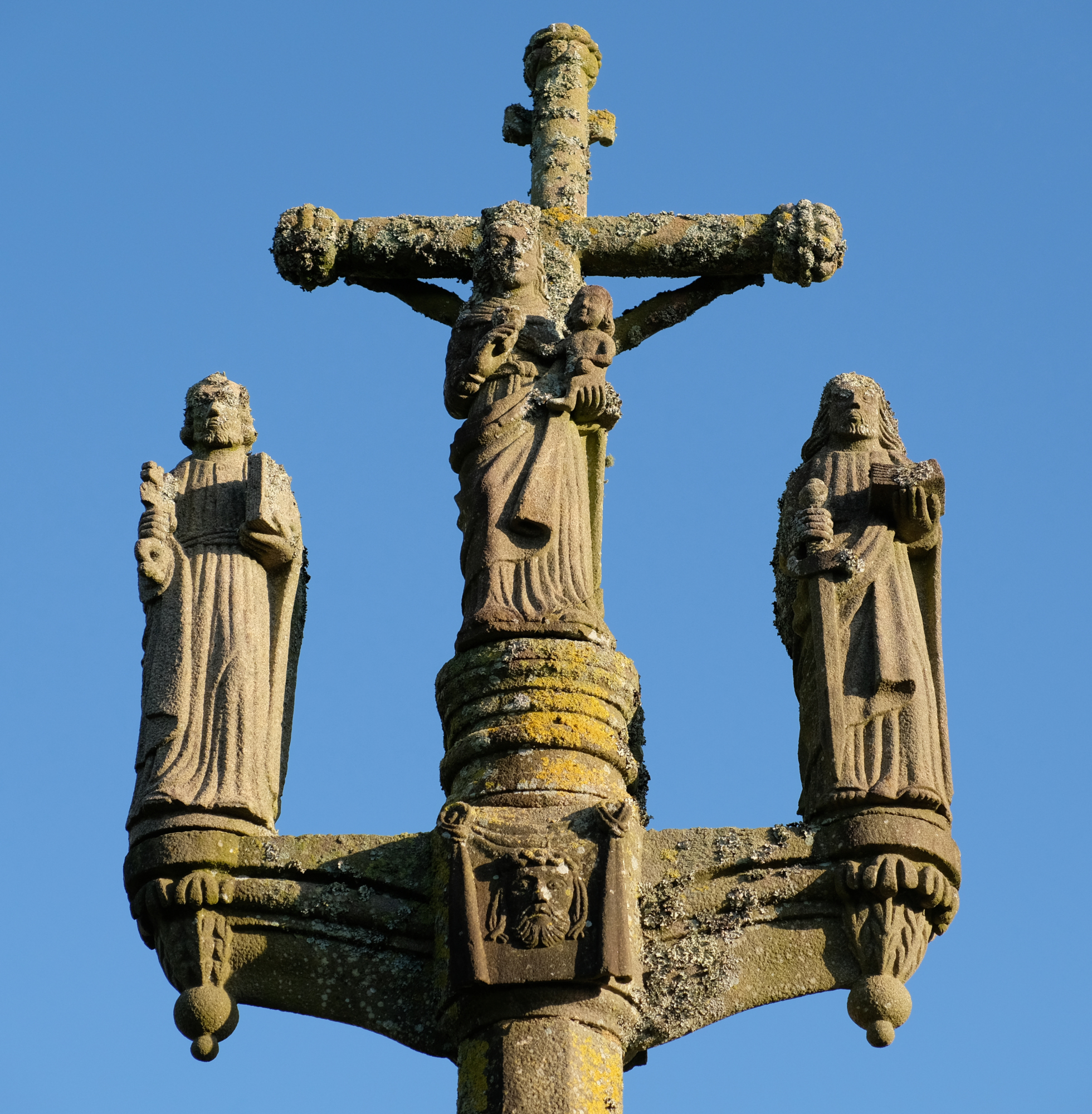
Südlicher Calvaire
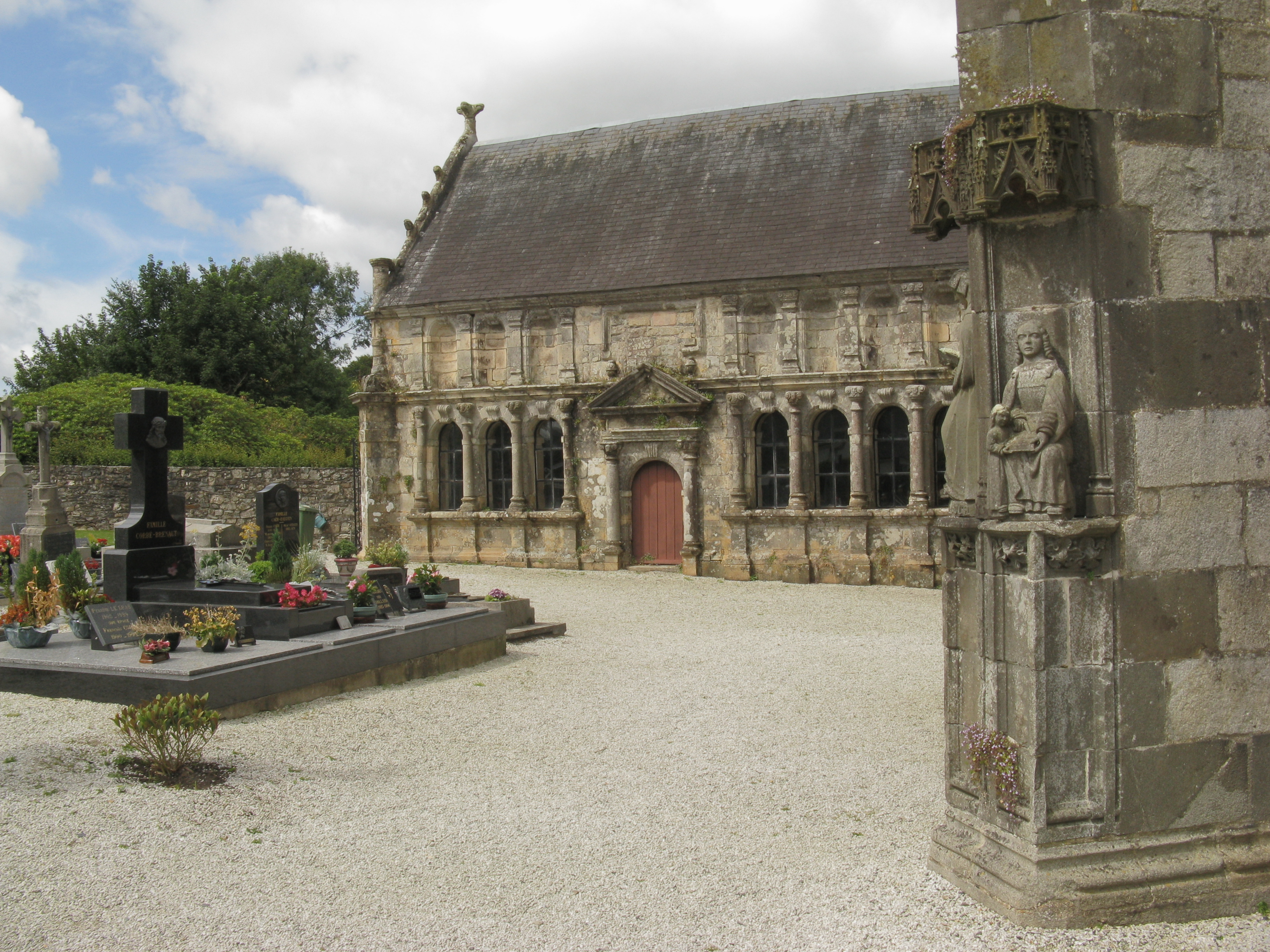
Beinhaus

## Wirtschaft
Die Landwirtschaft blieb bis zum letzten Viertel des Jahrhunderts die Haupttätigkeit der Gemeinde. Im Jahr 1929 wurden 50 Bauernhöfe gezählt, in denen mehr als 200 Menschen arbeiteten. Ende der 1980er Jahre gab es noch rund dreißig landwirtschaftliche Betriebe. Aber die Zahl sinkt schnell (13 im Jahr 1994). Der Anbau von Kartoffeln, Gerste und Hafer weicht zunehmend dem von Mais. Wenn die Rinderherde aufgrund der Milchquote relativ stabil ist, explodiert die Schweineproduktion (3700 im Jahr 1970 und fast 6000 im Jahr 1988). 
Die Firma Rolland ließ sich 1955 in der Gemeinde nieder, in der es damals mehrere Bauernhöfe gab. Dieses Unternehmen wird florieren und zu einem der Flaggschiffe der lokalen Wirtschaft werden. Andere Unternehmen folgten diesem Beispiel: Jaffredou, die Emily-Gruppe (die in den 1980er Jahren zu SOFIMAT wurde), UCLAB (Union der Milchgenossenschaften der Bretagne), dann Rungoat, Peugeot und viele andere. Pencran entwickelt sich zu einem bedeutenden Beschäftigungszentrum in der Region Landerneau.

## Verkehr
Die Departementsstraße 764, die ehemalige Route nationale 164, von Landerneau nach Carhaix-Plouguer durchquert das nördliche Gemeindegebiet parallel zum Fluss Élorn. Die Bahnstrecken von Paris-Montparnasse nach Brest von Landerneau nach Quimper durchqueren das Gebiet der Gemeinde auf kurzen Abschnitten ohne Haltepunkt. Vielfältige Möglichkeiten biet die Infrastruktur der nahegelegenen Nachbargemeinde Landerneau.

## Persönlichkeiten
- Paul Le Guen (* 1964), französischer Fußballspieler und -trainer, geboren in Pencran